# 冨田佳輔
冨田 佳輔（とみた けいすけ、1991年12月18日 - ）は、日本の俳優である。岐阜県高山市出身。アミューズを経て、現在TOM company所属。
妹はタレントで歌手のトミタ栞。

## 略歴
2006年、月刊『De-View』とアミューズがコラボレーションし行われた「第2回アミューズお姫様王子様オーディション」で、全国3507人の応募者の中から王子様部門（男性部門）のグランプリを受賞。

## 出演

### 映画
- 那須少年記（2008年） - 昭夫 役
- ごくせん THE MOVIE（2009年） - 中畑佳輔 役
- 引き出しの中のラブレター（2009年） - 久米亮太 役
- なくもんか（2009年） - 祐介（中学時代） 役
- 仮面ライダーW FOREVER AtoZ/運命のガイアメモリ（2010年） - ジミー中田 役（友情出演）
- 劇場版 怪談レストラン（2010年） - 黒川リュウ 役
- 青い青い空（2010年） - 児島卓也 役
- それでも花は咲いていく「パンジー」（2011年） - 藤吉幸二（15歳時） 役
- 行け!男子高校演劇部（2011年） - 上田優 役
- 探偵はBARにいる2 ススキノ大交差点（2013年） - トオル 役
- パズル（2014年3月8日） - 佐々木健太郎 役
- 吠えても届かない（2014年7月26日） - 主演・佑司 役
- 人狼ゲーム クレイジーフォックス（2015年12月5日） - 樋口健太郎 役
- Lucy's Trick[3] （2016年、NETCINEMA.TV） - 池野 役
- 信長協奏曲（2016年1月23日、東宝） - 森蘭丸 役
- 笑う招き猫（2017年4月29日、DLE）
- 8年越しの花嫁 奇跡の実話（2017年12月16日、松竹）
- 明日にかける橋 1989年の想い出（2018年6月、太田隆文 監督） - 達也 役
- 青の帰り道（2018年12月、藤井道人 監督） - ユウキ 役

### テレビドラマ
- メルドラ'08 Mail Drama
- ごくせん 卒業スペシャル'09（2009年3月28日、日本テレビ）
- 最恐ダーリン（2009年11月、魔法のiらんど） - 柳 役
- 仮面ライダーW（2010年2月21日・2010年2月28日、テレビ朝日） - ジミー中田（中田じろう） 役
- 激♥恋…運命のラブストーリー… 第3・5・6話（2010年4月23日・5月7日・14日、NHK） - 広瀬航 役
- ヒミツの関係〜先生は同居人〜（2010年7月、Bee TV）
- ヤンキー君とメガネちゃん 第9話（2010年、TBS）
- エンドロール〜伝説の父〜（2012年3月18日、WOWOW） - 尾崎明生（高校時代） 役
- 長谷川町子物語〜サザエさんが生まれた日〜（2013年11月29日、フジテレビ）
- 鍵のかかった部屋SP「鏡の国の殺人」 （2014年1月3日、フジテレビ）
- 相棒（テレビ朝日）
  - season12 最終話「プロテクト」（2014年3月19日） - 御影智三 役
  - season20 第14話「ディアボロス」（2022年2月2日） - 一之瀬春臣 役
- 失恋ショコラティエ（2014年、フジテレビ）
- アリスの棘（2014年、TBS）
- 水球ヤンキース（2014年、フジテレビ） - 小坂昌平 役
- 大河ドラマ（NHK）
  - 花燃ゆ（2015年） - 玉木彦介 役
  - おんな城主 直虎（2017年） - 中野直久 役
- ニーチェ先生 第4話（2016年2月、読売テレビ/日本テレビ）
- ドラマW 双葉荘の友人（2016年3月19日、WOWOW）
- Lucy's Trick[3]（2016年、NETCINEMA.TV） - 池野 役
- AKBラブナイト 恋工場 第9話「帰り道」（2016年5月19日、テレビ朝日） - 茂 役[4]
- ラブホの上野さん（2017年、フジテレビ） - 岡本 役
- I"s（2018年、BSスカパー!） - 木田茂吉 役
- コールドケース2 〜真実の扉〜 第9話「シベリアの涙」（2018年12月8日、WOWOW） - 西島（1954年 事件当時）役
- ハケン占い師アタル 第3話（2019年、テレビ朝日） - 品川一真（劇団員時代） 役
- 東京ストーリーズ「僕たちは泳がない」（2019年3月23日、BSフジ）※短編ドラマ
- 八王子ゾンビーズ 第3話（2020年1月25日、TOKYO MX）
- いってきます！～岐阜・飛騨 古川やんちゃ物語～ （2021年1月1日、東海テレビ） - 三嶋晴男 役[5]
- 大豆田とわ子と三人の元夫 第1話（2021年4月13日、カンテレ・フジテレビ系） - ギャルソン 役
- 准教授・高槻彰良の推察 Season1 第3話（2021年8月21日、東海テレビ×WOWOW共同製作） - 山村肇 役
- ソロモンの偽証 （2021年10月3日 - 11月21日、WOWOW）
- 刑事7人 第8シリーズ 第3話（2022年7月27日、テレビ朝日） - 森岡哲也 役
- チェイサーゲーム 第2話・第7話（2022年9月16日・10月21日、テレビ東京） - 鷹城 役

### 配信ドラマ
- 新聞記者（2022年1月13日配信、Netflix）- 仲野 役

### バラエティー
- にっぽんの芸能（2011年4月1日 - 、NHK教育テレビ）
- おやこでクッキング（2012年4月9日 - 2016年4月1日、キッズステーション） - けいすけ 役

### 舞台
- JEWELERY HOTEL（2012年)

### CM
- クラレ「クラレの真ん中」篇（2018年 – ）
- カゴメ 野菜一日これ一本「きみをおもって、飲む野菜」篇（2018年 – ）
- 日産自動車 THE REBORN LIGHT「意外なモノが、意外なモノに。」篇（2019年 − ）